# Papillaria aurea
Papillaria aurea là một loài Rêu trong họ Meteoriaceae. Loài này được (Mitt.) Renauld & Cardot mô tả khoa học đầu tiên năm 1896.